# Derby du Nord

Situación geográfica de los dos equipos en el norte de Francia. También aparecen otros rivales regionales del Lille OSC.

El Derby du Nord (en castellano: «derbi del norte») es el nombre con el que se conoce al partido de fútbol y la rivalidad entre el RC Lens y el Lille OSC, dos de los clubes con más historia y éxitos de la región. Pese a la denominación del derbi, solo el Lille forma parte del departamento de Nord, mientras que el Lens se encuentra en el departamento de Pas-de-Calais.

## Historia
Los dos equipos se enfrentaron por primera vez en 1937, cuando el Lille jugaba como Olympique Lillois. Debido a la proximidad de Lille y Lens —alrededor de 40 kilómetros— y las diferencias sociológicas entre los aficionados de cada club, se desarrolló una feroz rivalidad entre ellos. El Derby du Nord se basa en diferencias sociales y económicas, ya que la ciudad de Lens es una ciudad antigua, obrera e industrial, mientras que Lille es una moderna localidad de orientación internacional y clase media.
Sin embargo, el nombre también puede referirse a los partidos entre el Lille y Valenciennes, ya que ambos clubes se encuentran dentro de Nord, pero el derbi, históricamente, se refiere a los partidos de Lille y Lens. No obstante, el partido Lille-Valenciennes también ha ido obteniendo cierta rivalidad y es conocido como Le Petit Derby du Nord («el pequeño derbi del norte»).

## Enfrentamientos
Actualizado al 10 de mayo de 2023.
| Competición           | Partidos | Lille | Empates | Lens |
| --------------------- | -------- | ----- | ------- | ---- |
| Ligue 1               | 106      | 39    | 34      | 33   |
| Copa de Francia       | 10       | 6     | 2       | 2    |
| Coupe de la Ligue     | 1        | 0     | 0       | 1    |
| Trophée des champions | 0        | 0     | 0       | 0    |
| Total                 | 117      | 45    | 36      | 36   |